# アリダー
アリダー (Alydar) とは、1970年代末に活躍したアメリカ合衆国の競走馬である。
同年生まれのアメリカ三冠馬アファームドのライバルとして知られた。種牡馬としても成功を収めたが、謎の事故により不慮の死を遂げた。1989年にアメリカ競馬殿堂入りを果たした。

## 戦績
血統の良さと「重戦車」と評された破格の馬体からデビュー前から人気を集め、アメリカ三冠競走制覇に大いなる期待を寄せられていた。
宿命のライバルとなる、アファームドとの初対決はデビュー戦のユースフルステークスだった。ここで5着に敗れたのを皮切りに両馬は幾度もの対決を重ねることになる。続くグレートアメリカンステークスではアリダーが勝ち、その次走G1ホープフルステークスではアファームドが勝ちと、一進一退の攻防を展開した。結局、2歳時の対アファームド戦績は6戦2勝だった。
3歳時、アリダーはフラミンゴステークスやフロリダダービーといった、ケンタッキーダービーの前哨戦を勝利した。しかし大舞台にして宿敵との再対決となったケンタッキーダービーでは、アファームドに1馬身半の着差をつけられ2着。続く二冠目プリークネスステークスも僅差に敗れ2着、最後の一冠ベルモントステークスもアファームドの2着に敗れた。特にベルモントステークスでの攻防は、アメリカ競馬史上に残る名勝負といわれた。かつて三冠競走に最有力視されたはずのアリダーは、全て2着に敗れ、三冠馬アファームドの引き立て役になってしまった。
その後、アリダーとアファームドは「四冠」を賭けたトラヴァーズステークスに出走。これが両馬が揃った最後のレースとなった。レースではアファームドが1位入着を果たしたものの、進路妨害によって降着処分となり、結果としてアリダーの勝利となった。対アファームド戦績は10戦3勝。競走馬としての評価は最後までアファームドに勝つことができなかった。
その後、アファームドとは別路線に向かい、26戦14勝・2着9回の戦績をもって引退した。

## 引退後
種牡馬としてのアリダーは大成功を収めた。初期よりアリシーバ、イージーゴア、ストライクザゴールドと、アメリカクラシック三冠競走優勝馬・ブリーダーズカップ優勝馬を輩出し、1990年には北米リーディングサイアーとなるなど第二の馬生においてアファームドを大きく引き離した。日本で活躍した産駒にはリンドシェーバーがいる。ブルードメアサイアーとしても凱旋門賞優勝馬パントレセレブル、ブリーダーズカップ・クラシック優勝馬キャットシーフなどを輩出した。
1990年11月13日、アリダーは繋養先のカルメットファーム内にて右前脚骨折を発症。緊急の手術によって一命を取り留めたものの、その後同じ部位を再び折っていることが判明し、11月15日に安楽死の措置がとられた。馬齢15歳であった。
しかしアリダーの死には謎が多く、一説には当時負債を抱えていたカルメットファーム側が、アリダーに掛けられていた多額の保険金を目当てに行った犯行と言われているが、真相は未だ解明されていない。
その後カルメットファームはこの一件で信用を落とし、翌1991年に破産した（牧場そのものは破産後オーナーが複数変わったが、2013年現在も存続しており、馬産・育成も続けている）。

## 評価
- 1989年 - アメリカ競馬名誉の殿堂博物館に殿堂馬として選定される。
- 1999年 - ブラッド・ホース誌の選ぶ20世紀のアメリカ名馬100選において、第27位に選ばれる。

## 競走成績
1977年（2歳）　10戦5勝
シャンペンステークス（G1）、サプリングステークス（G1）、グレートアメリカンステークス、トレモントステークス
2着 - ホープフルステークス（G1）、フューチュリティステークス（G1）、ローレルフューチュリティ（G1）、レムゼンステークス（G2）
1978年（3歳）　10戦7勝
フラミンゴステークス（G1）、フロリダダービー（G1）、ブルーグラスステークス（G1）、トラヴァーズステークス（G1）、アーリントンクラシックステークス（G2）、ホイットニーハンデキャップ（G2）
2着 - ケンタッキーダービー（G1）、プリークネスステークス（G1）、ベルモントステークス（G1）
1979年（4歳）　6戦2勝
ナッソーカウンティハンデキャップ（G3）
2着 - オークローンハンデキャップ（G2）、カーターハンデキャップ（G2）

## 代表産駒
- 1981年産
  - ミスオーシャナ / Miss Oceana（1984年エイコーンステークスなど、G1・6勝）
  - アルセア / Althea（1983年ハリウッドスターレットステークス、1984年アーカンソーダービー、サンタスサーナステークス）
- 1982年産
  - ターコマン / Turkoman（1986年ワイドナーハンデキャップ、マールボロカップインビテーショナルハンデキャップ）
  - アリダーズベスト / Alydar's Best（1984年フランスグランクリテリウム）
  - インディア / Endear（1986年ヘムステッドハンデキャップ）
  - サラトガシックス / Saratoga Six（1984年デルマーフューチュリティステークス）
- 1983年産
  - クラバーガール / Clabber Girl（1988年トップフライトハンデキャップ）
  - アイムスウィーツ / I'm Sweets（1985年デモワゼルステークス）
- 1984年産
  - アリシーバ / Alysheba（1987年ケンタッキーダービー、プリークネスステークス、1988年ブリーダーズカップ・クラシックなど、G1・9勝）
  - タリナム / Talinum（1987年フラミンゴステークス）
  - キャディラッキング / Cadillacing（1988年バレリーナステークス）
- 1985年産
  - クリミナルタイプ / Criminal Type（1990年ピムリコスペシャル、メトロポリタンハンデキャップ、ハリウッドゴールドカップハンデキャップステークス、ホイットニーハンデキャップ）
- 1986年産
  - イージーゴア / Easy Goer（1989年ベルモントステークスなど、G1・9勝）
  - アリダレス / Alydaress（1989年アイリッシュオークス）
  - カコイーシーズ / Cacoethes（1990年ターフクラシックハンデ）
  - ビューティフルメロディ / Beautiful Melody（1990年ビヴァリーヒルズハンデキャップ）
  - ティスジュリエット / Tis Juliet（1990年シュヴィーハンデキャップ）
- 1987年産
  - ステラマドリッド / Stella Madrid（1989年フリゼットステークス、メイトロンステークス、スピナウェイステークス、1990年エイコーンステークス）
- 1988年産
  - ストライクザゴールド / Strike the Gold（1991年ケンタッキーダービー、1992年ピムリコスペシャル）
  - リンドシェーバー（1990年朝日杯3歳ステークス）
- 1991年産
  - デアアンドゴー / Dare and Go（1995年ストラブステークス、1996年パシフィッククラシックステークス）

## ブルードメアサイアーとしての代表産駒
- 1989年産
  - ルアー / Lure（1992年・1993年ブリーダーズカップ・マイル、1994年シーザーズインターナショナルハンデキャップ）
  - ノヴェンバースノウ / November Snow（1992年アラバマステークス、テストステークス）
  - アリディード / Alydeed（1993年カーターハンデキャップ、クイーンズプレート）
- 1990年産
  - マホガニー / Mahogany（1993年ヴィクトリアダービーなど、G1・8勝）
  - パーソナルホープ / Personal Hope（1993年サンタアニタダービー）
  - ストローリングアロング / Strolling Along（1992年フューチュリティステークス）
- 1991年産
  - レイクウェイ / Lakeway（1994年マザーグースステークス、ハリウッドオークス、サンタアニタオークス、ラスヴァージネスステークス）
- 1992年産
  - ヤマニンパラダイス（1994年阪神3歳牝馬ステークス）
- 1993年産
  - イシノサンデー（1996年皐月賞）
  - ヴィクトリースピーチ / Victory Speech（1997年ストラブステークス）
- 1994年産
  - パントレセレブル / Peintre Celebre（1997年凱旋門賞、ジョッケクルブ賞、パリ大賞典）
  - アジナ / Ajina（1997年ブリーダーズカップ・ディスタフ、マザーグースステークス、コーチングクラブアメリカンオークス）
  - アルディザ / Aldiza（1998年ゴーフォーワンドハンデキャップ）
- 1996年産
  - キャットシーフ / Cat Thief（1999年ブリーダーズカップ・クラシック、スワップスステークス）
  - アミリンクス / Amilynx（1999年・2000年ロワイヤルオーク賞）
- 1997年産
  - シークレットステータス / Secret Status（2000年マザーグースステークス、ケンタッキーオークス）
  - アニーズ / Anees（1999年ブリーダーズカップ・ジュヴェナイル）
- 1998年産
  - エーピーヴァレンタイン / A P Valentine（2000年シャンペンステークス）
  - ポハヴ / Pohave（2004年トリプルベンドインビテーショナルハンデキャップ）
- 1999年産
  - ローレルアンジュ（2006年エンプレス杯）
- 2000年産
  - シークゴールド / Seek Gold（2006年スティーブンフォスターハンデキャップ）
- 2001年産
  - アメリカアライヴ / America Alive（2005年WRターフクラシック）
  - パーソナルラッシュ（2004年ダービーグランプリ）

## 血統表
| アリダーの血統（レイズアネイティヴ系／Bull Lea4×4=12.50%（母内）、 Blenheim5×5=6.25%（母内）） | アリダーの血統（レイズアネイティヴ系／Bull Lea4×4=12.50%（母内）、 Blenheim5×5=6.25%（母内）） | アリダーの血統（レイズアネイティヴ系／Bull Lea4×4=12.50%（母内）、 Blenheim5×5=6.25%（母内）） | （血統表の出典）      | （血統表の出典） |
| 父 Raise a Native 1961 栗毛 アメリカ                                                           | 父の父Native Dancer 1950 芦毛 アメリカ                                                         | Polynesian                                                                                     | Unbreakable           | Unbreakable      |
| 父 Raise a Native 1961 栗毛 アメリカ                                                           | 父の父Native Dancer 1950 芦毛 アメリカ                                                         | Polynesian                                                                                     | Black Polly           |                  |
| 父 Raise a Native 1961 栗毛 アメリカ                                                           | 父の父Native Dancer 1950 芦毛 アメリカ                                                         | Geisha                                                                                         | Discovery             | Discovery        |
| 父 Raise a Native 1961 栗毛 アメリカ                                                           | 父の父Native Dancer 1950 芦毛 アメリカ                                                         | Geisha                                                                                         | Miyako                |                  |
| 父 Raise a Native 1961 栗毛 アメリカ                                                           | 父の母Raise You 1946 栗毛 アメリカ                                                             | Case Ace                                                                                       | Teddy                 | Teddy            |
| 父 Raise a Native 1961 栗毛 アメリカ                                                           | 父の母Raise You 1946 栗毛 アメリカ                                                             | Case Ace                                                                                       | Sweetheart            |                  |
| 父 Raise a Native 1961 栗毛 アメリカ                                                           | 父の母Raise You 1946 栗毛 アメリカ                                                             | Lady Glory                                                                                     | American Flag         | American Flag    |
| 父 Raise a Native 1961 栗毛 アメリカ                                                           | 父の母Raise You 1946 栗毛 アメリカ                                                             | Lady Glory                                                                                     | Beloved               |                  |
| 母 Sweet Tooth 1965 鹿毛 アメリカ                                                              | 母の父On-And-On 1956 鹿毛 アメリカ                                                             | Nasrullah                                                                                      | Nearco                | Nearco           |
| 母 Sweet Tooth 1965 鹿毛 アメリカ                                                              | 母の父On-And-On 1956 鹿毛 アメリカ                                                             | Nasrullah                                                                                      | Mumtaz Begum          |                  |
| 母 Sweet Tooth 1965 鹿毛 アメリカ                                                              | 母の父On-And-On 1956 鹿毛 アメリカ                                                             | Two Lea                                                                                        | Bull Lea              | Bull Lea         |
| 母 Sweet Tooth 1965 鹿毛 アメリカ                                                              | 母の父On-And-On 1956 鹿毛 アメリカ                                                             | Two Lea                                                                                        | Two Bob               |                  |
| 母 Sweet Tooth 1965 鹿毛 アメリカ                                                              | 母の母Plum Cake 1958 栗毛 アメリカ                                                             | Ponder                                                                                         | Pensive               | Pensive          |
| 母 Sweet Tooth 1965 鹿毛 アメリカ                                                              | 母の母Plum Cake 1958 栗毛 アメリカ                                                             | Ponder                                                                                         | Miss Rushin           |                  |
| 母 Sweet Tooth 1965 鹿毛 アメリカ                                                              | 母の母Plum Cake 1958 栗毛 アメリカ                                                             | Real Delight                                                                                   | Bull Lea              | Bull Lea         |
| 母 Sweet Tooth 1965 鹿毛 アメリカ                                                              | 母の母Plum Cake 1958 栗毛 アメリカ                                                             | Real Delight                                                                                   | Blue Delight F-No.9-c |                  |

- 日本で種牡馬として供用されていたホープフリーオン（Hopefully On）は同馬の全兄にあたる。